# Vendières
Vendières je francouzská obec v departementu Aisne v regionu Hauts-de-France. V roce 2015 zde žilo 166 obyvatel.

## Poloha
Obec leží u hranic departementu Aisne s departementem Seine-et-Marne, tedy u hranic regionu Hauts-de-France s regionem Île-de-France. Sousední obce jsou: Dhuys et Morin-en-Brie, L'Épine-aux-Bois, Montdauphin (Seine-et-Marne), Verdelot (Seine-et-Marne) a Viels-Maisons.

## Vývoj počtu obyvatel
Počet obyvatel